# 達什夫
49°7′24″N 29°19′17″E / 49.12333°N 29.32139°E
達什夫（烏克蘭語：Дашів），是烏克蘭西南部的村莊，隸屬文尼察州的文尼察區。該村始建於1928年，面積0.03平方公里，海拔高度198米，2001年人口12，人口密度每平方公里400人。